# 窄身環宇海龍
窄身環宇海龍（学名：Cosmocampus arctus arctus），为輻鰭魚綱棘背魚目海龍魚科的其中一種，分布於東太平洋區，美國加州及墨西哥海域，棲息深度可達10公尺，體長可達12公分，棲息在海草生長的海灣或礁石區，卵胎生。